# Port-Louis (Guadalupe)

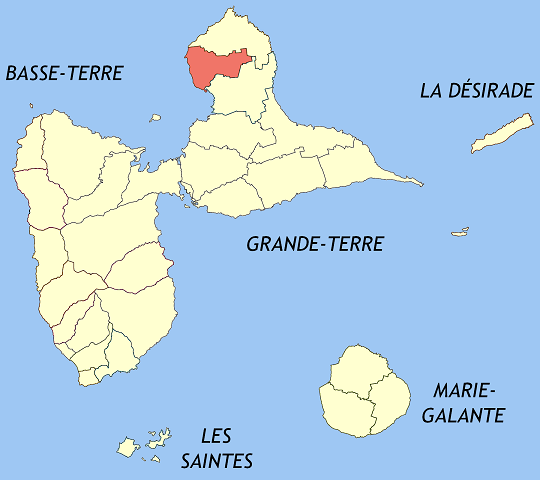
Ubicació de Port-Louis dins de Guadalupe

Port-Louis és un municipi francès, situat a Guadalupe, una regió i departament d'ultramar de França situat a les Petites Antilles. L'any 2006 tenia 5.481 habitants. Limita al nord-est amb Anse-Bertrand i al sud-est amb Petit-Canal.

## Demografia
| 5.573                                      | 5.481 |
| Des de 1962: població sense dobles comptes |       |

## Administració
| Període | Identitat     | Partit |
| ------- | ------------- | ------ |
| 2001-   | Jean Barfleur |        |